# Sloviansk
Sloviansk (em ucraniano:  Слов'я́нськ, transl. Slov"jans'k Slov "jans'k [slɔu̯ˈjɑnʲsʲk]; em russo:  Славя́нск, transl. Slavjansk [slɐˈvʲansk]), anteriormente chamada Tor, é uma cidade em Oblast de Donetsk, parte oriental da Ucrânia. Também serve como o centro administrativo do Sloviansk Raion (distrito), embora não pertença ao raion. Foi fundada em 1676 e desde o período soviético (século XX) é considerada como uma cidade industrial.
A cidade foi um dos pontos focais nos estágios iniciais do conflito pró-russo de 2014 na Ucrânia, pois uma das primeiras grandes cidades a ser tomada pelas tropas separatistas apoiadas pela Rússia. Foi retomada por tropas ucranianas em julho de 2014. Sua população era de aproximadamente 141 mil em 2001 e 111 mil em estimativa de 2018, mas devido à invasão da Ucrânia pela Rússia em 2022, a população de Sloviansk caiu para algo em torno de 24 mil habitantes em fevereiro de 2023.

## História

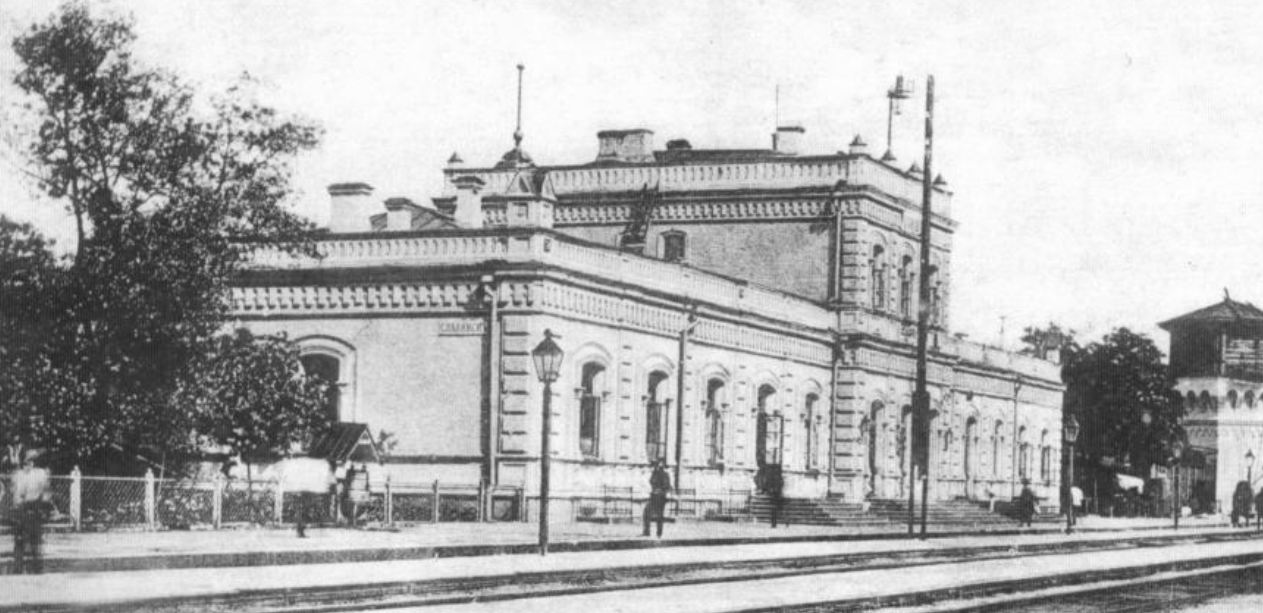
Estação de trem, cartão postal de 1917

A história de Sloviansk remonta ao início do século 16, quando os primeiros assentamentos formados por camponeses ucranianos apareceram em seu território. Mais tarde, em 1645, foi fundada uma fortaleza fronteiriça contra os ataques da Criméia e os ataques de escravos nos subúrbios do sul da moderna Ucrânia e Rússia. Em 1664 foi construída a primeira planta de sal para a extração de sal que causou o aparecimento de habitações para os trabalhadores. Em 1676, uma fortaleza chamada Tor foi construída na confluência dos rios Kazenyy Torets e Sukhyy Torets, onde formam o rio Torets, um afluente do rio Donets. Pouco depois, a cidade de Tor cresceu ao lado da fortaleza.
Como vários lagos de sal estavam localizados nas proximidades, a cidade se tornou uma produtora de sal. Durante o século XVI, a produção de sal foi a principal indústria local, mas, durante o século XVIII, tornou-se improdutiva e cessou em 21 de dezembro de 1782.
Em 1784, a cidade mudou de nome para Sloviansk, e tornou-se parte da província de Kharkov do Império Russo em 1797.

### Guerra civil
Em 12 de abril de 2014, durante a crise que se seguiu à revolução ucraniana de 2014, homens mascarados vestindo uniformes do exército e coletes à prova de balas, armados com fuzis Kalashnikov, capturaram o prédio do comitê executivo, o departamento de polícia e o escritório da SBU em Sloviansk. O ministro do Interior ucraniano, Arsen Avakov, descreveu os atiradores como "terroristas" e prometeu usar as forças especiais ucranianas para retomar o prédio.
Em 13 de abril de 2014, houve relatos de combates entre os pistoleiros e as tropas ucranianas, com baixas em ambos os lados. O correspondente da BBC David Stern descreveu as forças pró-Rússia como portadoras de armas russas e parecidas com os soldados que tomaram as instalações da Criméia no início da crise da Crimeia em 2014.
Sloviansk permaneceu sob controle das forças separatistas até 5 de julho de 2014. Quando o exército ucraniano atacou a região, os rebeldes se retiraram e retornaram para Donetsk.

### Invasão russa
Em fevereiro de 2022, a Rússia lançou uma grande invasão terrestre da Ucrânia. Um dos objetivos dos militares russos era conquistar Sloviansk, que era considerada crítica para o objetivo de Moscou de capturar todo o leste da Ucrânia devido à sua localização no centro-oeste no "bolsão" de Donbass das forças ucranianas restantes. Após a reconquista de Lyman em outubro de 2022, o perigo para a cidade foi reduzido, porém civis começaram a ser evacuados com os ucranianos temendo uma grande contra-ofensiva russa na região.

## Demografia
De acordo com o censo ucraniano de 2001 :
| Etnia        |         |       |
| ------------ | ------- | ----- |
| Ucranianos   | 104 423 | 73,1% |
| Russos       | 33 649  | 23,6% |
| Turcos       | 829     | 0,6%  |
| Bielorrussos | 766     | 0,5%  |
| Armênios     | 592     | 0,4%  |
| Gregos       | 320     | 0,2%  |
| Povo cigano  | 279     | 0,2%  |
| Azerbaijanis | 208     | 0,1%  |

## Clima
O clima em Sloviansk é um subtipo de verão ameno a morno, do clima continental úmido. 
| Dados climáticos para Sloviansk   | Dados climáticos para Sloviansk | Dados climáticos para Sloviansk | Dados climáticos para Sloviansk | Dados climáticos para Sloviansk | Dados climáticos para Sloviansk | Dados climáticos para Sloviansk | Dados climáticos para Sloviansk | Dados climáticos para Sloviansk | Dados climáticos para Sloviansk | Dados climáticos para Sloviansk | Dados climáticos para Sloviansk | Dados climáticos para Sloviansk | Dados climáticos para Sloviansk |
| Mês                               | Jan                             | Fevereiro                       | Mar                             | Abril                           | Maio                            | Junho                           | Julho                           | Agosto                          | Set                             | Out                             | Nov                             | Dez                             | Ano                             |
| --------------------------------- | ------------------------------- | ------------------------------- | ------------------------------- | ------------------------------- | ------------------------------- | ------------------------------- | ------------------------------- | ------------------------------- | ------------------------------- | ------------------------------- | ------------------------------- | ------------------------------- | ------------------------------- |
| Média diária °C (°F)              | −5,9 (21,4)                     | −5,4 (22,3)                     | −0,2 (31,6)                     | 9,4 (48,9)                      | 16,2 (61,2)                     | 20,0 (68,0)                     | 21,7 (71,1)                     | 20,8 (69,4)                     | 15,5 (59,9)                     | 8,4 (47.1)                      | 1,8 (35,2)                      | −2,5 (27,5)                     | 8,3 (46,9)                      |
| Precipitação média mm (polegadas) | 45 (1,8)                        | 34 (1.3)                        | 27 (1.1)                        | 39 (1,5)                        | 42 (1.7)                        | 57 (2.2)                        | 51 (2,0)                        | 40 (1,6)                        | 39 (1,5)                        | 30 (1.2)                        | 42 (1.7)                        | 44 (1.7)                        | 490 (19,3)                      |
| Fonte: Climate-Data.org           |                                 |                                 |                                 |                                 |                                 |                                 |                                 |                                 |                                 |                                 |                                 |                                 |                                 |